# Zipun

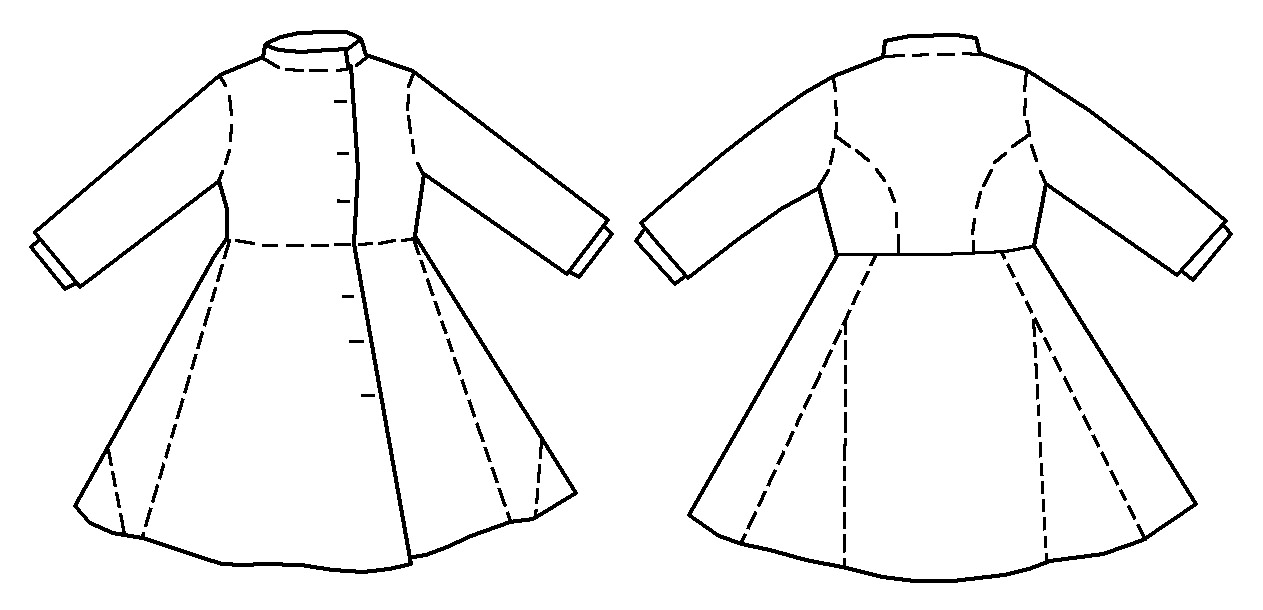
Zipun

Zipun (ryska зипун), en sorts klädesplagg hos bönder i Ryssland i äldre tider. Det var en sorts kaftan utan krage, som tillverkades av grovt självtillverkat tyg i klara färger med kontrastsnöre längs sömmarna.
Termen var i allmänt bruk på 1600-talet och användes för att beteckna både männens och kvinnornas övre klädesplagg. På den tiden användes ordet zipun för manliga axelplagg av jacktyp, kort och åtsittande längs kroppen. Den bars ovanpå skjortan under kaftanen. Bland bojarerna fyllde zipunen förmodligen samma funktion som våra tiders västar.